# Gerardo Poblete
Gerardo Poblete Fernández (Chuquicamata, 13 de mayo de 1942-Iquique, 21 de octubre de 1973) fue un sacerdote chileno de la Congregación Salesiana, ejecutado en la dictadura militar. Era profesor de filosofía en el Colegio Don Bosco de Iquique.

## Vida y fe de un salesiano
Gerardo Poblete nació en Chuquicamata, el 13 de mayo de 1942. Sus padres luego se trasladaron a la ciudad de Santiago, donde estudió pedagogía en Filosofía, ingresó a la Congregación Salesiana ordenándose sacerdote. Para 1973 era profesor de filosofía en el Colegio Don Bosco de Iquique trataba en su asignatura de desarrollar en los muchachos una capacidad reflexiva frente a los acontecimientos y sus clases eran muy apreciadas, esto según el testimonio de monseñor Tomas González obispo salesiano quien fue su director espiritual.

### Martirio en Iquique
Luego del golpe militar en 1973, Iquique quedó bajo el mando de Iquique, el general Carlos Forestier quién ordenó la creación de un Campamento de Prisioneros de Pisagua. Carabineros realizaba operativos u allanamientos en la ciudad. El 21 de octubre carabineros realizó un allanamiento a la comunidad salesiana del colegio Don Bosco. Se detuvo en el operativo al seminarista Ricardo Salgado y al sacerdote Gerardo Poblete. Carabineros acusó al cura Poblete de tener en su dormitorio literatura “marxista”. Ambos fueron conducidos a la Primera Comisaría de Iquique, en el recinto fueron objeto de interrogatorios y torturas. El periódico de Iquique, “El Tarapacá” publicó una noticia el 25 de octubre de 1973, en la cual informaba sobre el fallecimiento del sacerdote. El diario solo reprodujo las informaciones oficiales sobre las causas del deceso del salesiano. Se señaló que el padre Poblete al bajar del furgón policial se resbaló cayendo a la calle. La noticia señaló que el sacerdote fue encontrado fallecido en el calabozo de la comisaría.
El seminarista Ricardo Salgado señaló que el padre Poblete, bajó con normalidad del furgón policial. Recuerda que luego del ingreso a la comisaría de carabineros, ambos fueron objeto de interrogatorios; el padre Poblete fue torturado hasta su fallecimiento. Sobre la información entregada por este diario, el seminarista Ricardo Salgado, opinó: “yo fui detenido y torturado junto al padre Poblete y no callaré la verdad, aunque ello me cueste la vida. La muerte de Gerardo ha sido para mí un ejemplo. No guardo rencor ni odio a nadie, porque el Señor se encargará de esto. Pero callar sería una infamia y una traición a todos los que sufren la opresión”.
El padre Poblete luego de ser interrogado y golpeado por carabineros, falleció. El seminarista Salgado, recuerda que uno de los carabineros le dijo a su superior “ha muerto”, para luego otro carabinero le dijo “lamento comunicarle que su otro compañero ha muerto”. El seminarista Ricardo Salgado estuvo 11 días detenido en el recinto policial. Declaró que luego de la muerte del padre Poblete hubo un “silencio” por parte de la misma congregación salesiana, el obispo de Iquique y de los carabineros. La versión oficial entregada por carabineros fue aceptada por todos que fue la versión que luego se dio a conocer por el diario. Sólo su familia no aceptó esta verdad oficial.
Luego de 30 años la Congregación salesiana, realizó un comunicado público, donde reivindican al sacerdote Poblete. Se defienden de las acusaciones de silencio en el año 1973 frente a las autoridades de la dictadura. Expresan su satisfacción de que el caso está siendo investigado por la justicia, para poder aclarar los hechos. Luego de años, la congregación salesiana públicamente emite su pesar por la muerte del sacerdote Gerardo Poblete. El 19 de octubre de 2003, 30 años después de sucedidos los hechos, la congregación salesiana realizó una misa en recuerdo del sacerdote Gerardo Poblete. Luego de 30 años se reivindicó su testimonio de parte de sus compañeros de congregación frente a los familiares del sacerdote. En el templo estaban los restos del padre Poblete, que fueron exhumados por orden del ministro que investigó este crimen.

### Informe Rettig
Familiares del sacerdote salesiano Gerardo Poblete presentaron su testimonio ante la Comisión Rettig. Comisión de Verdad que tuvo la tarea de calificar casos de detenidos desaparecidos y ejecutados durante la dictadura chilena. Sobre el caso de Gerardo, el Informe Rettig señaló que:

“El 21 de octubre de 1973 fallece Gerardo Poblete Fernández, 31 años, sacerdote salesiano, profesor de Filosofía del Colegio de la Orden en Iquique.  
El Departamento de Relaciones Públicas de la Zona de Estado de Sitio de la Provincia de Tarapacá, publicó en la edición de 25 de octubre de 1973, del periódico "El Tarapacá", la siguiente información: "El domingo 21 de octubre de 1973 a las 17:20 horas y ante una denuncia de que existía gente en actitud sospechosa en la parte alta del Colegio Don Bosco, carabineros procedió a revisar el lugar haciendo a su vez un allanamiento del recinto.  En el registro se encontró en el dormitorio del padre Poblete, numerosa literatura marxista, armas contundentes y alguna munición motivo por el cual se llevó detenidos a Gerardo Poblete Fernández, sacerdote y a Ricardo Francisco Salgado Torres, empleado, ambos profesores de ese colegio.  Frente a la Prefectura de Carabineros y al bajar del furgón que los conducía el padre Poblete que iba esposado resbaló en la pisadera cayendo pesadamente al pavimento, sin consecuencias iniciales aparentes, por lo que fue conducido al interior de la Comisaría donde se le mantuvo en un calabozo mientras se interrogaba a Salgado.  A las 19:50 horas del mismo día se le fue a buscar al calabozo para ser interrogado, encontrándosele inconsciente.  Fue conducido a la enfermería donde se comprobó su muerte".
El mismo diario El Tarapacá de 25 de Octubre de 1973 afirmó: "Ambos detenidos se declararon de tendencia socialista, afectos al gobierno de la Unidad Popular e incluso el padre Poblete manifestó ser de ideología Marxista", información que se contradice con la anterior en el sentido que no habría alcanzado a ser interrogado.
Declaraciones múltiples y verosímiles prestadas por testigos presenciales ante esta Comisión, permiten afirmar que el padre Gerardo Poblete no iba esposado en el furgón de carabineros en que fue trasladado y que no cayó al pavimento, al resbalar de la pisadera del mismo vehículo.  Por el contrario, llegó al interior del Recinto policial en condiciones físicas normales y allí se le insultó y golpeó de manos y con elementos contundentes, por varios de sus custodios, sostenidamente, hasta darle muerte.
Por ello, esta Comisión ha podido formarse convicción que el padre Gerardo Poblete fue víctima de violación de sus derechos humanos por parte de agentes del Estado, quienes al interior de un Recinto de reclusión lo interrogaron y torturaron hasta poner término a su vida”.

### Proceso de justicia
Luego de años de ausencia de justicia, familiares del salesiano interpusieron una querella contra los autores de la muerte del sacerdote Gerardo Poblete. La investigación fue iniciada por el juez Daniel Calvo. Este procesó el 19 de marzo de 2003 a los ex carabineros Gustavo San Martín como autor del delito de homicidio calificado y a Enzo Meniconi como encubridor del crimen.  El proceso fue seguido por el ministro Joaquín Billard.  Además de los dos procesados se sumó el procesamiento del ex carabinero Froilán Moncada, también como autor del delito de homicidio calificado. Se sumó adhiriendo al proceso que iniciaron familiares del sacerdote la Congregación Salesiana. Los abogados de los procesados respondieron la acusación señalando que la acción esta prescrita pero además estos delitos están dentro de la Ley de Amnistía en Chile de 1978 por lo que ellos solicitaron la absolución de sus representados. El 4 de octubre de 2007 el ministro dictó condenas. El fallo condenatorio tomó como base lo señalado por el Informe Rettig. El ministro condenó a tres exintegrantes de carabineros por del delito ed homicidio calificado del sacerdote salesiano Gerardo Poblete Fernández, ocurrido el 21 de octubre de 1973, en Iquique. El magistrado sentenció a Blas Barraza Quintero y Froilán Mondaca Sáez a diez años y un día de presión cada uno, como autores del homicidio del presbítero; en tanto, Enzo Meniconi Lorca fue sentenciado a tres años y un día de presidio, como encubridor del mismo ilícito, se le concedió el beneficio de la libertad vigilada; mientras que los dos restantes deberán cumplir la pena de manera efectiva.
El 26 de junio de 2014, la Corte de Apelaciones de Santiago dictó sentencia el caso del sacerdote resolviendo la apelación. Se confirmaron las sentencias dictadas por el ministro Billard. Pero el presidente de la sala el ministro Cornelio Villarroel estuvo por aplicar la prescripción del caso. Sin embargo por dos votos a favor se mantuvieron las condenas, votaron a favor el ministro Iván Elgueta y el abogado integrante Carlos López. Por lo que se confirmó las penas de prisión para los ex carabineros, se condenó confirmó las penas para Blas Barraza y a Froilán Mondaca como autores del delito de homicidio calificado en relación con la condena de Enzo Meniconi la Corte estimó que su participación en el delito era de autor no de encubridor por lo que fue condenado a la pena de 10 años y un día de prisión sin beneficios.
La Corte Suprema dictó sentencia definitiva el 9 de septiembre de 2009, la Sala Penal en fallo dividido los ministros Nibaldo Segura, Jaime Rodríguez, Rubén Ballesteros, Hugo Dolmestch y Carlos Künsemüller determinaron que los ex carabineros: Blas Barraza Quintero deberá cumplir 6 años de presidio por su responsabilidad como autor del delito de homicidio calificado, sin beneficios. Froilán Moncada Sáez deberá cumplir le pena de 6 años de prisión por su responsabilidad como autor del delito de homicidio calificado, sin beneficios.El ex carabinero Enzo Meniconi Lorca falleció antes del fallo. Los ministros Rodríguez, Dolmestch y Künsemüller fueron partidarios de aplicar la condena, en tanto, los magistrados Segura y Ballesteros estuvieron por aplicar la figura de la prescripción de la acción penal.

## Memoria
En la ciudad de Iquique fue inaugurada una plaza que tiene el nombre de sacerdote salesiano Gerardo Poblete, además se colocó una placa en su honor. El año 2007 junto a un grupo de salesianos en la plaza Gerardo Poblete el obispo emérito de Punta Arenas Tomás González Morales destacó las cualidades del joven salesiano, profesor de filosofía del colegio Don Bosco de Iquique, a quien conoció desde niño, y expresó como con horror supo de lo su muerte acontecida tras torturas sufridas en la comisaría de Iquique el 21 de octubre de 1971: "A Gerardo le tenía un cariño inmenso, lo martirizaron y yo no pude contener las lágrimas porque yo lo conocí a él como niño, después como estudiante de teología salesiano, fui su director espiritual, por eso cuando pasó este gesto tan inhumano hacia su persona me dio tanta pena… Gerardo es un mártir, de quien debería conocerse más su historia".